# La resistenza delle donne
La Resistenza delle donne è un libro scritto da Benedetta Tobagi, pubblicato da Einaudi nel 2022. L'opera si focalizza sul ruolo cruciale svolto dalle donne italiane durante la Resistenza contro il fascismo nel periodo della Seconda Guerra Mondiale.

## Trama
Nel libro, in cui ogni capitolo analizza un aspetto della vita delle donne durante la Resistenza, l’autrice racconta attraverso testimonianze, documenti, foto e analisi storiche, le molteplici attività svolte dalle donne: dal supporto logistico alla partecipazione armata, fino ai sacrifici e alle persecuzioni subite. Il libro evidenzia anche le difficoltà nel riconoscimento del loro contributo nel dopoguerra e riflette sull’importanza della memoria storica per comprendere il presente. Profonda è inoltre la descrizione che la Tobagi dà di quella che era la vita di tutti i giorni delle donne e sugli aspetti meno conosciuti della Resistenza.

## Temi

### Il ruolo fondamentale delle donne
Il libro mette in luce come, dopo l'armistizio dell'8 settembre 1943, numerose donne siano diventate protagoniste attive nella lotta partigiana. Le loro attività spaziavano dal supporto logistico al contrabbando di armi, dalla trasmissione di informazioni fino alla partecipazione diretta in combattimento, assumendo anche ruoli di comando. Tobagi sottolinea che il contributo femminile non si limitò all'ambito militare, ma ebbe anche una significativa dimensione sociale e culturale, sfidando le strutture patriarcali e i pregiudizi sessisti che erano tipici dell’Italia Fascista.

### Disparità di genere
Nell’opera la Tobagi affronta tematiche delicate come le violenze sessuali e la stigmatizzazione subite dalle donne durante il conflitto, argomenti a lungo rimasti inesplorati nella storiografia e spesso tralasciati dai racconti delle stesse partigiane in quanto considerati immorali e impudichi. Grazie ad alcune interviste e rivelazioni uscite nel dopoguerra (attentamente riportate dall’autrice), il libro permette di capire lo stato di sottomissione in cui erano poste le donne nell’Italia fascista, e come invece spesso le bande partigiane rappresentassero per le donne la libertà mai avuta.

## Riconoscimenti
Il libro ha vinto nel 2022 il Premio Campiello – Selezione Giuria dei Letterati